# Пинкум
Пинкум (лат. Pincum) је археолошко налазиште недалеко од Великог Градишта, где се налазе остаци истоименог римског града.
Град су основали Римљани, идући за рудама, када су покорили територију Трачког племена Пикенза. Ту су подигли Каструм - значајно војно утврђење и цивилно насеље Пинкум, које је име добило по реци Пинкус - данашњи Пек.
Овај град, био је значајно место под директном управом цара Хадријана.
Пинкум је постао убрзо по оснивању трговачки и занатски центар и значајна речна лука. Врхунац развитка доживљава за време владавине цара Хадријана (II век). Пинкум је тада уживао широку аутономију, укључујући и право да кује сопствени новац. Слабљењем Римске Империје и надирањем азијских племена Хуна и Авара, град губи самосталност.